# Бошняці
Бошняці (хорв. Bošnjaci) — населений пункт та община у  Вуковарсько-Сремській жупанії Хорватії.

## Населення
Населення общини за даними перепису 2011 року становило 3 901 осіб. 
Динаміка чисельності населення громади:

## Клімат
Середня річна температура становить 11,25°C, середня максимальна – 25,60°C, а середня мінімальна – -5,74°C. Середня річна кількість опадів – 721 мм.
| Клімат поселення                              | Клімат поселення | Клімат поселення | Клімат поселення | Клімат поселення | Клімат поселення | Клімат поселення | Клімат поселення | Клімат поселення | Клімат поселення | Клімат поселення | Клімат поселення | Клімат поселення | Клімат поселення |
| Показник                                      | Січ.             | Лют.             | Бер.             | Квіт.            | Трав.            | Черв.            | Лип.             | Серп.            | Вер.             | Жовт.            | Лист.            | Груд.            |                  |
| Середній максимум, °C                         | 6,24             | 8,23             | 12,84            | 17,42            | 22,60            | 25,60            | 25,40            | 25,05            | 21,11            | 15,68            | 9,70             | 5,73             |                  |
| Середня температура, °C                       | 0,25             | 2,22             | 6,87             | 11,40            | 16,61            | 19,60            | 21,30            | 20,95            | 17,00            | 11,59            | 5,60             | 1,62             |                  |
| Середній мінімум, °C                          | −5,74            | −3,73            | 0,87             | 5,44             | 10,63            | 13,58            | 17,18            | 16,83            | 12,89            | 7,48             | 1,50             | −2,47            |                  |
| Норма опадів, мм                              | 47               | 42               | 44               | 56               | 65               | 93               | 73               | 65               | 54               | 60               | 66               | 56               |                  |
| Середньомісячна швидкість вітру, м/с          | 1.91             | 2.20             | 2.51             | 2.40             | 2.20             | 2.00             | 2.00             | 1.80             | 1.79             | 1.90             | 1.93             | 2.00             |                  |
| Середньомісячна сонячна радіація, кДж/м²·день | 4394             | 7143             | 11158            | 15592            | 19321            | 21446            | 22307            | 20575            | 15143            | 9498             | 4991             | 3672             |                  |
| --------------------------------------------- | ---------------- | ---------------- | ---------------- | ---------------- | ---------------- | ---------------- | ---------------- | ---------------- | ---------------- | ---------------- | ---------------- | ---------------- | ---------------- |
| Джерело:                                      |                  |                  |                  |                  |                  |                  |                  |                  |                  |                  |                  |                  |                  |